# Hendrickje Stoffels

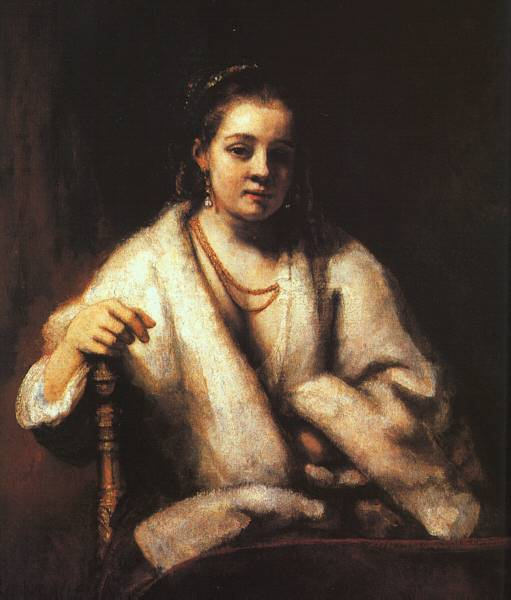

Hendrickje Stoffels, född 1627, död 1663, var en nederländsk konstnärsmodell. Hon sammanlevde med Rembrandt efter dennes hustrus död och är känd som modell för många av hans berömda verk.

## Externa länkar

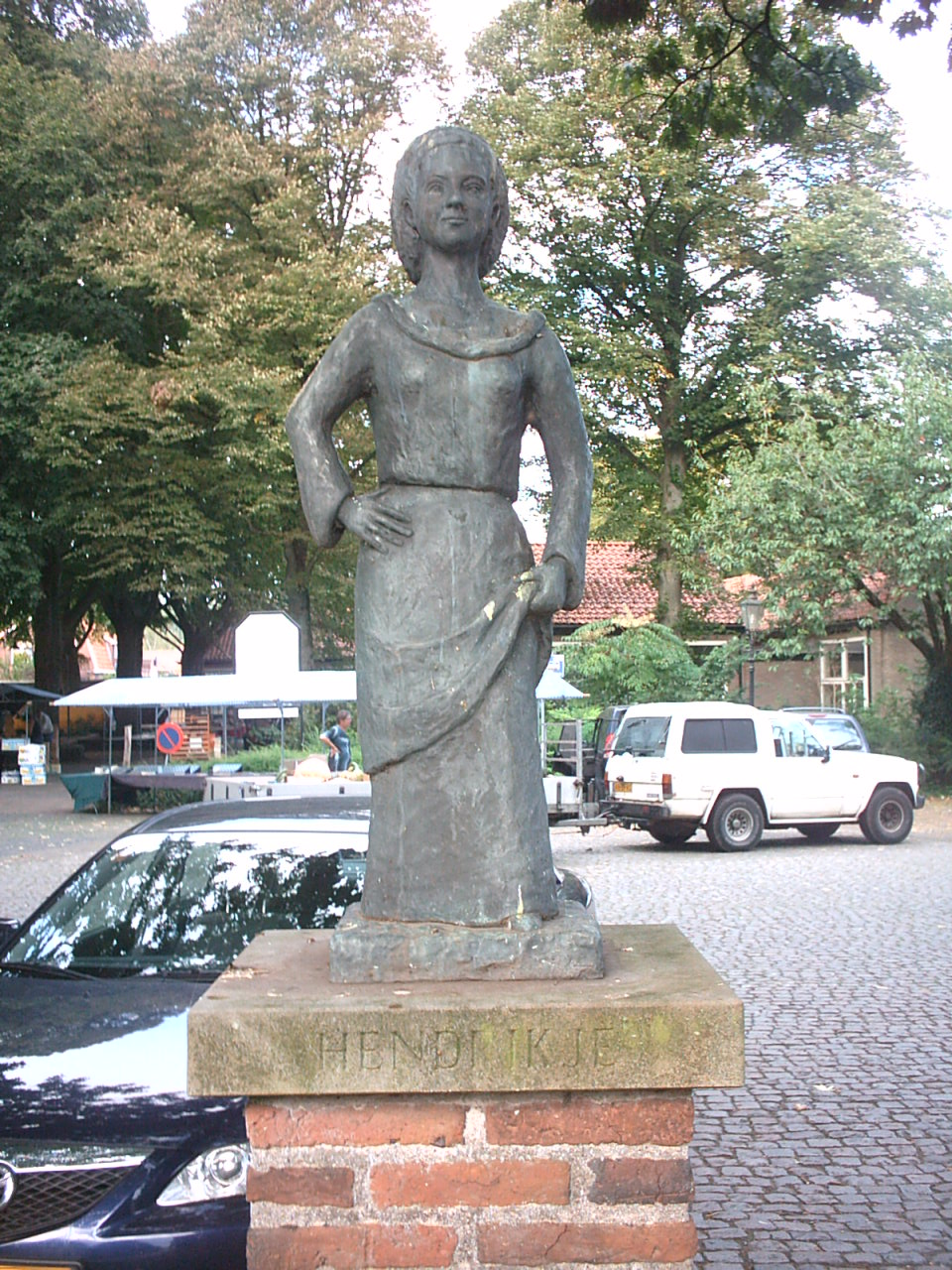
Hendrickje Stoffels, Bredevoort